# 9718 Gerbefremov
9718 Gerbefremov eller 1976 YR1 är en asteroid i huvudbältet som upptäcktes den 16 december 1976 av den ryska astronomen Ljudmila Tjernych vid Krims astrofysiska observatorium på Krim. Den är uppkallad efter den rysk-sovjetiske raket- och rymdstationskonstruktören Gerbert Jefremov.
Asteroiden har en diameter på ungefär tre kilometer.